# تکانلو
تِکانلو روستایی است که در استان اردبیل، شهرستان گرمی، بخش مرکزی، دهستان اجارود غربی قرار دارد.

## جمعیت
بر اساس سرشماری سال ۱۳۸۵ جمعیت این روستا ۶۸۸ نفر با ۱۳۱ خانوار بوده‌است.